# Zamach bombowy w Indiach 19 lutego 2007
Zamach bombowy w Indiach 19 lutego 2007 – atak terrorystyczny na pociąg ekspresowy Samjhauta (Przyjaźń), kursujący pomiędzy Delhi w Indiach, a Lahaur w Pakistanie, którego dokonano około godziny 11:53 PM IST (18:23 UTC). W wyniku ataku zginęło co najmniej 68 osób, wiele też zostało rannych. Według indyjskiej policji za zamachem stała grupa czterech lub pięciu osób.